# Diafiltrazione

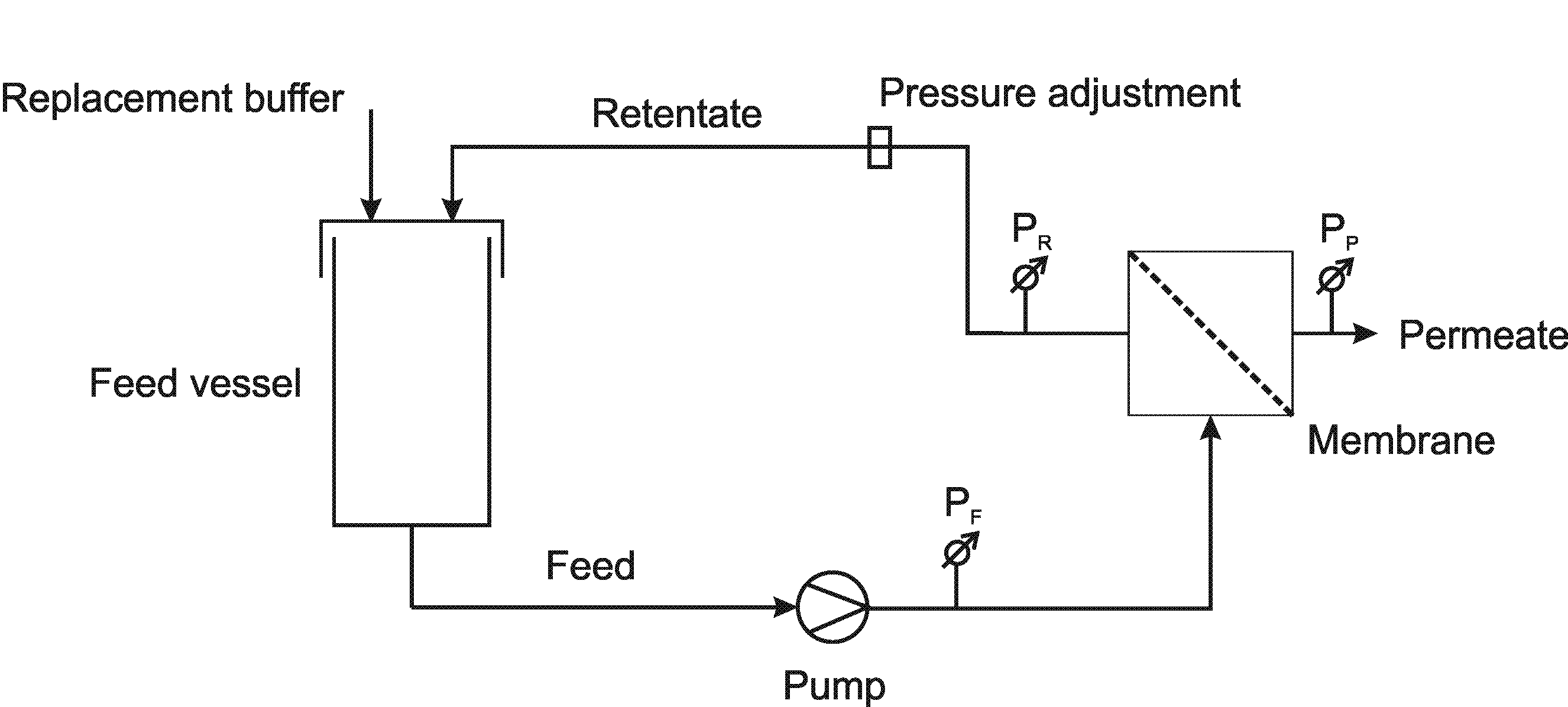
Diagramma del processo di diafiltrazione

La diafiltrazione è un processo che permette di separare soluti con basso peso molecolare (come, ad esempio, sali o peptidi) o solventi (ad esempio, etanolo) da una soluzione attraverso l'utilizzo di membrane di ultrafiltrazione. In questo modo, la tecnica può essere sfruttata per ricavare il materiale contenuto nel permeato o per purificare il flusso trattenuto.

## Il processo
Il procedimento prevede solitamente dapprima una fase di concentrazione a cui segue la diafiltrazione vera e propria, realizzata aggiungendo un volume di soluzione tampone (o semplicemente solvente) alla stessa velocità di flusso del filtrato. In questo modo il volume complessivo si mantiene costante, contrariamente a quanto avviene durante l'ultrafiltrazione.
Il volume di soluzione di diafiltrazione aggiunta corrispondente allo stesso volume di fluido di processo viene definito un volume di diafiltrazione (1 DV). Il numero di volumi di diafiltrazione richiesti dipende dalla quantità di sostanza che deve essere rimossa e dalla permeabilità della molecola attraverso la membrana. Sequenzialmente, all'aumentare dei volumi di diafiltrazione, cresce la percentuale di composto separato. Lavorando in modo discontinuo (batch) risulta altresì la possibilità di trasferire i soluti in una nuova soluzione tampone.
La diafiltrazione è un metodo più efficiente rispetto alla dialisi, richiedendo meno tampone e minor tempo per la rimozione di un dato soluto.